# Two-tier policing
Two-tier policing (dt.: Zwei-Klassen-Polizei-Praxis) ist ein Begriff, der etwa ab dem Beginn der Regierung Starmer 2024 über soziale Netzwerke wie X verbreitet wurde. Er drückt die Behauptung oder den Eindruck aus, polizeiliche Maßnahmen im Vereinigten Königreich erfolgten nicht auf neutraler Basis.

## Geschichte
Der Begriff two-tier policing erscheint bereits in älterer Literatur, hat dort aber noch eine andere Bedeutung: Hin und wieder wurde diskutiert, die Aufgaben der Polizei aufzuteilen und verschiedene Institutionen zur Behandlung verschiedener Vorfälle einzurichten.
Mit dem Narrativ von der Ungleichbehandlung beispielsweise linker und rechter oder weißer und farbiger Straftäter durch die Polizei wurde der Begriff unter anderem von Tommy Robinson, Laurence Fox und Robert Jenrick besetzt. Dieser verwendete den Begriff im Zusammenhang mit propalästinensischen Kundgebungen in Großbritannien. Nigel Farage griff das Thema später auf und behauptete, seit den Black-Lives-Matter-Protesten habe sich in Großbritannien der Eindruck einer Ungleichbehandlung durch die Polizei verbreitet, weil hier zu „soft“ gehandelt worden sei. Wieder andere glaubten einen Wandel des Rollenverständnisses der Polizei seit der Corona-Krise zu erkennen.
Elon Musk bezeichnete im Rahmen der Ausschreitungen nach dem Messerangriff von Southport den neuen Premierminister Keir Starmer als „Two-tier Kier“. Starmer allerdings hatte es, wie beispielsweise Priti Patel betonte, nicht mit friedlichen Demonstrationen und legalen Meinungsäußerungen zu tun, sondern mit Gewalt gegen Leib und Leben. Das könne man nicht mit früheren Polizeieinsätzen etwa in der Zeit der Corona-Maßnahmen vergleichen: „What we saw during the pandemic, we saw protest. We believe in free speech. We saw protests that were being policed. What we're seeing right now is thuggery and disorder and criminality. There is a complete distinction between the two.“
Auch andere etablierte Politiker und Polizei-Experten wie Neil Basu wehrten sich gegen die Unterstellung. Basu bezeichnete die Behauptung vom two-tier policing als „very dangerous rhetoric“. Die Polizei diene dem Gesetz ohne Ansehen der Person. Die Vorstellung von two-tier policing sei erstens für die betroffenen Polizeikräfte gefährlich und zweitens als Idee „laughable“ und „complete nonsense“.
Ebenso widersprachen Superintendent Emlyn Richards und Keir Starmer selbst den Anschuldigungen und betonten, dass die Polizei „without fear or favour“ zu arbeiten habe und arbeite.
Polizeipräsident Chris Haward hob die Rolle der Influencer auf den verschiedenen Plattformen hervor, die eine entscheidende Rolle bei den Gewaltausbrüchen nach dem Verbrechen von Southport gespielt hätten. Sie hätten wissentlich Falschinformationen über den Täter verbreitet und die Flammen des Hasses und der Zwietracht geschürt. Die Unruhen im Sommer 2024 seien nicht spontan entstanden. Auch die Online-Verantwortlichen für diese Gewaltausbrüche würden zur Rechenschaft gezogen werden.
Vertreterinnen des Royal United Service Institute (RUSI) sahen bei der Behandlung der Unruhen im Vereinigten Königreich 2024 ebenfalls eine Two-tier-Problematik, allerdings genau entgegen der von Musk und anderen hauptsächlich online verbreiteten Verwendung des Begriffs. Starmers Klassifizierung der Gewalttaten als „thuggery“ sei zu harmlos, hier müsse von Terrorismus gesprochen werden, wie es auch im Falle von beispielsweise dschihadistischen Anschlägen üblich sei.